# Manuela Zanchi
Emanuela "Manuela" Zanchi, född 17 oktober 1977 i Milano, är en italiensk vattenpolospelare. Hon ingick i Italiens landslag vid olympiska sommarspelen 2004 och 2008.
Zanchi tog OS-guld i damernas vattenpoloturnering i samband med de olympiska vattenpolotävlingarna 2004 i Aten. Hennes målsaldo i turneringen var fyra mål. Hon gjorde åtta mål fyra år senare i Peking där Italien slutade på sjätte plats. Enbart i kvartsfinalen mot Nederländerna gjorde Zanchi fyra mål men Italien förlorade matchen ändå med 13–11. EM-guld tog hon år 2003 i Ljubljana, VM-silver samma år i Barcelona och EM-silver 2001 i Budapest samt 2006 i Belgrad.